# Парламентские выборы в Словакии (1994)

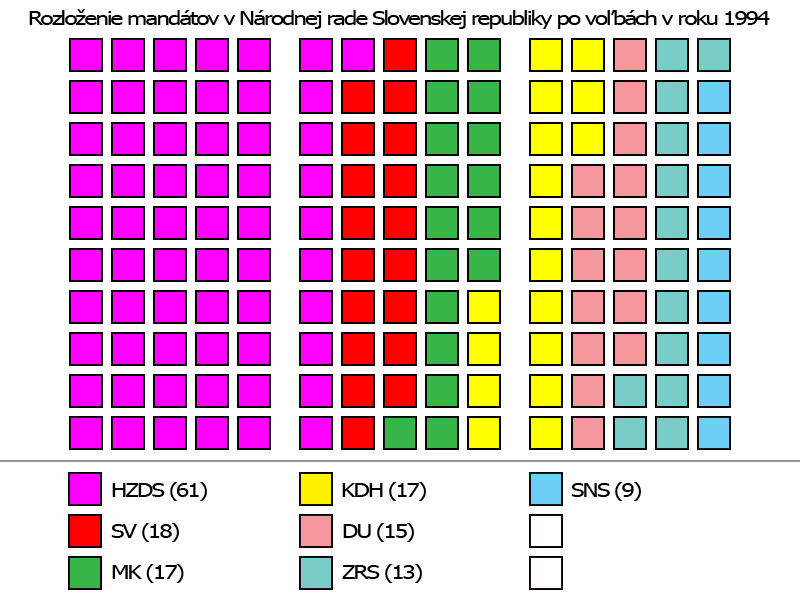
Результаты выборов

Парламентские выборы в Словакии 1994 года состоялись 30 сентября и 1 октября и были первыми парламентскими выборами после создания независимой Словакии в 1993 году. На 150 мест Народной Рады Словацкой Республики претендовало 18 партий и коалиций. Выборы проходили по пропорциональной системе.

## Результаты
| Партия                                  | Голосов            | Мест | Δ       |
| --------------------------------------- | ------------------ | ---- | ------- |
| Движение за демократическую Словакию    | 1 005 488 (34,96%) | 61   | ▼ 13    |
| «Общий выбор»                           | 299 496 (10,41%)   | 18   | ▼ 11    |
| Венгерская коалиция                     | 292 936 (10,18%)   | 17   | Впервые |
| Христианско-демократическое движение    | 289 987(10,08%)    | 17   | ▼ 1     |
| Демократический союз (Словакия)         | 246 444 (8,57%)    | 15   | ...     |
| Ассоциация рабочих Словакии             | 211 321 (7,34%)    | 13   | ...     |
| Словацкая национальная партия           | 155 359 (5,40%)    | 9    | ▼ 6     |
| Демократическая партия (Словакия, 1989) | 98 555 (3,42%)     | 0    | ...     |

Явка на выборах составила 75,65%.

## Последствия
По итогам выборов Движение за демократическую Словакию, Словацкая национальная партия, Ассоциация рабочих Словакии и не вошедшая в парламент Аграрная партия Словакии сформировали правящую коалицию. Премьер-министром независимой Словакии во второй раз стал Владимир Мечьяр.